# Redjep Mitrovitsa
Redjep Mitrovitsa est un acteur et metteur en scène français, né en 1959. Il intègre la troupe de la Comédie-Française en 1989 pour y jouer les rôles de Lorenzo et de Hamlet dans les mises en scène de Georges Lavaudant. En 1990, il reçoit le Molière de la révélation théâtrale pour son interprétation de Lorenzo de Médicis.

## Biographie
Il est né à Paris, en 1959. Sa mère est française, son père vient d'Albanie. Son grand-père, Rexhep Mitrovica a été ministre. Sa famille a dû quitter l'Albanie, émigrer en Turquie puis s'installer en France.
Il passe par le cours Simon et s'y passionne pour le théâtre,.
Il obtient ses premiers rôles au début des années 1980, et est vite remarqué pour ses interprétations. Il devient pensionnaire de la Comédie-Française en 1989, à l'époque où celle-ci est dirigée par Antoine Vitez. Il joue dans des mises en scène de Georges Lavaudant. Puis il enchaîne les rôles, souvent le rôle principal, dans diverses pièces et créations, s'affirmant dans les années 1980 et 1990 au sein du théâtre français, à la fin du XXe siècle, puis restant présent au début du XXIe siècle,,,,. Il effectue aussi des lectures. Il est remarqué également dans l'interprétation de plusieurs monologues,,,.
Parallèlement à sa carrière d’artiste dramatique, Redjep Mitrovitsa engage une activité de metteur en scène et fonde en 1982 la Compagnie Champ-Libre. Sa première mise en scène est celle de Histoire de l’œil de Georges Bataille au Théâtre du Quai de la Gare, à Paris. En 1983, à l’instigation d’Antoine Vitez, c’est la pièce  de Michel Vinaver, Dissident, il va sans dire. En 1986, il dirige le danseur Michaël Denard dans la mise en scène chorégraphiée par Alain Marty du Journal d’un fou de Gogol au Théâtre Gérard-Philipe à St Denis. C'est en 1989 qu'il met encore en scène Morales relatives d'Alphonse Allais. Spectacle créé et repris la saison suivante au Théâtre Montorgueil, à Paris. En 1992, il signe la mise en scène du récital de David Légitimus, Noir Paris, à l'Hôpital Ephémère. Avec la complicité d'Isabelle Nanty, il initie la création du journal de Vaslav Nijinski. Le spectacle est créé au verger Urbain V, repris à la Chapelle des Pénitents-Blancs, au Festival d'Avignon en 1994, au Théâtre de l'Athénée-Louis Jouvet en 1995, à l'amphithéâtre de l'Opéra Bastille en 1996 et fait l’objet d’une tournée internationale en Europe occidentale, centrale et orientale.
L’année suivante, à la demande de l’Adami, Redjep Mitrovitsa se voit confier la direction des Jeunes Talents Cannes 98. Dix-huit d’entre eux participent à sa mise en scène des écrits de Ronald David Laing, fondateur de l’antipsychiatrie. Ce spectacle, intitulé  Nœuds : Do you love me ? est présenté au Cloître Saint-Louis dans le cadre du Festival d’Avignon 1998. Au cours des saisons 1998, 1999 et 2000, il met en scène l’intégralité du Dom Juan, du Tartuffe et du Misanthrope de Molière avec les élèves de l' E.R.A.C à Cannes. Enfin, il met encore en scène le spectacle Glenn by Gould extrait des écrits de Glenn Gould et dont il interprète en 2002 le rôle principal au Théâtre de Chelles, aux Estivales de Perpignan et au T.N.P de Villeurbanne.
Il dissout sa compagnie en 2004.

## Théâtre
(Principaux rôles au théâtre).

### Comédien
- 1981 : Le Roi Lear de William Shakespeare, mise en scène de Daniel Mesguich, Edgar[2]
- 1983 : La Dévotion à la croix de Pedro Calderón de la Barca, mise en scène de Daniel Mesguich, Lisardo, Festival d'Avignon
- 1985 : Hernani de Victor Hugo, mise en scène d'Antoine Vitez, Théâtre national de Chaillot, Don Carlos[2]
- 1986 : Électre de Sophocle, mise en scène d'Antoine Vitez, Théâtre national de Chaillot, Oreste
- 1987 : Le Soulier de satin de Paul Claudel, mise en scène d'Antoine Vitez. Il y est le Vice-roi de Naples, Saint-Denis d'Athènes et Daibutsu. Création sur la Cour d'honneur du Palais des Papes au Festival d'Avignon. Théâtre national de Chaillot. Tournée internationale
- 1988 : Sophonisbe de Pierre Corneille, mise en scène de Brigitte Jaques-Wajeman, Théâtre national de Chaillot, Massinisse
- 1989 La Trilogie des Coûfontaine : Le Père humilié  de Paul Claudel, mise en scène de Jean-Paul Lucet, Orian de Homodarmes
- 1989 : Lorenzaccio d'Alfred de Musset, mise en scène de Georges Lavaudant, Lorenzo de Médicis, Comédie-Française (ce rôle lui vaut le Molière de la révélation théâtrale)
- 1990 La Vie de Galilée de B. Brecht, mise en scène d'Antoine Vitez, Le petit moine, Comédie-Française
- 1990 : Sans titre de Federico García Lorca, mise en scène de Lluís Pasqual (es), l'auteur, Odéon-Théâtre de l'Europe
- 1991 : Les Bacchantes d'Euripide, mise en scène de Philippe Adrien, Dionysos, Théâtre Gérard Philipe
- 1992 : Jeanne d'Arc au bûcher de  Paul Claudel, mise en scène de Claude Régy, Frère Dominique, Opéra Bastille[5]
- 1993 : La Mouette  d'Anton Tchekhov, mise en scène d' Isabelle Nanty, Trigorine, Théâtre de Nice
- 1993 : Journal de Vaslav Nijinski d'après Vaslav Nijinski, mise en scène d'Isabelle Nanty, Vaslav Nijinski, Festival d'Avignon[10]
- 1994 : Hamlet de William Shakespeare, mise en scène de Georges Lavaudant, Hamlet, Comédie-Française / TNP Villeurbanne[6]
- 1995 : La Thébaïde de Jean Racine, mise en scène de Yannis Kokkos, Etéocle, Comédie-Française[7]
- 1997 : Égaré dans les plis de l'obéissance au vent  de Victor Hugo, mise en scène de Madeleine Marion, Monologue du Songeur, Théâtre de l’Odéon[11]
- 1997 : Le Visage d'Orphée, texte et mise en scène d'Olivier Py, Baptiste, Cour d'honneur du Palais des Papes, Festival d'Avignon et le théâtre Nanterre-Amandiers. Tournée internationale
- 1998 : Dom Juan de Molière, mise en scène de Brigitte Jaques-Wajeman, Comédie de Genève et Théâtre de Suresnes, Dom Juan[16],[17]
- 2002 Normalement de Christine Angot, mise en scène de Michel Didym, Monologue, Théâtre national de la Colline[13]
- 2003 : Les Hommes sans aveu de Yann Apperry, mise en scène de Belisa Jaoul, Théâtre national de Chaillot
- 2007 : Homme sans but d'Arne Lygre, mise en scène de Claude Régy, Frère, Odéon-Théâtre de l'Europe / Ateliers Berthier / T.N.P Villeurbanne / Tournée internationale (Belgique, Suisse et Canada)[8]
- 2008 : La Divine Comédie de  Dante, adaptation scénique de Valérie Dréville, Cour d'honneur du Palais des Papes / Festival d'Avignon
- 2010 : Opium d'après Les Paradis artificiels de Charles Baudelaire, mise en scène d'Ezéquiel Garcia-Romeu, monologue, création au Théâtre national de Nice
- 2011 : De beaux lendemains de Russell Banks, mise en scène d'Emmanuel Meirieu / Mitchell Stephens Théâtre des Bouffes-du-Nord / Tournée internationale (Dom Tom)
- 2013 : 2 La République de Platon d'Alain Badiou, mise en scène de Grégoire Ingold, Socrate, Théâtre Nanterre-Amandiers
- 2017 : Un incident, texte et mise en scène de Vincent Farasse, monologue, Théâtre de la Virgule / Tourcoing / Plateau 31 / Gentilly
- 2018 : Le Pont d'Ismaïl Kadaré, mise en scène de  Simon Pitaqaj, le moine, Le Colombier de Bagnolet / Théâtre de Corbeil-Essonnes Festival de théâtre de Ferizaj  / Kosovo
- 2019 : Le grand inquisiteur, lecture d'après Les Frères Karamazov Fiodor Dostoïevski / Théâtre national de Pristina / Kosovo
- 2020 : Un jour nous serons humain, lecture du texte de David Léon,/ Théâtre Gare au Théâtre de Vitry sur Scène/ Festival d'été
- 2021 : Dominique Fabre aujourd'hui, lecture accompagné par l'auteur Dominique Fabre et Eric Caracala/Maison de la Poësie /  Paris
- 2021 : L'amante anglaise de Marguerite Duras, mise en scène de  Sophie Knitte-Ottinger/ Théâtre de la PY SPHERE / Enregistré et diffusé sur You Tube : Dionysos Sphère
- 2022 : Un incident, texte et mise en scène de Vincent Farasse, monologue, Théâtre de la Reine Blanche/ Paris/

### Mises en scène
- 1981 : Histoire de l'œil de Georges Bataille, Théâtre du Quai de la Gare, Paris
- 1983 : Dissident, il va sans dire de  Michel Vinaver, précédé de De même que la mer Pontique... de Constantin Stanislavski, Théâtre du Quai de la Gare, Paris
- 1989 : Morales relatives d'Alphonse Allais, Théâtre Montorgueil, Paris
- 1990 : Noir Paris, Hôpital Ephémère
- 1998 : Nœuds: Do you love me ? de Ronald David Laing, Cloître St Louis, Festival d'Avignon
- 2002 : Glenn by Gould, Théâtre de Chelles
- 2020 : Le Prince, d'après un texte de Fiodor Dostoïevski ,Mise en Scène et adaptation partielle, Théâtre à Grigny

## Filmographie
- 1981 : Le Roi Lear de Daniel Mesguich : Edgar
- 1981 : La Vie de Berlioz de Jacques Trébouta : Raoul
- Cour d' honneur du Palais des Papes
- 1982 : Le Château de Jean Kerchbron : Schwarzer
- 1983 : Une Péniche nommée " Réalité " de Paul Seban : Le jeune homme saoul
- 1985 L'Aube de Miklós Jancsó : Elisha
- 1985 : Les Travailleurs de la mer d'Edmond Séchan : Ebénézer
- 1985 : La Pièce montée de Patrick Tringale : Le marié
- 1986 : Electre d'Antoine Vitez : Oreste
- 1989 : Trois années de Fabrice Cazeneuve : Le prêtre
- 1989 : les Jupons de la Révolution de Maroun Bagdadi : Héron
- 1990 : La Note bleue d'Andrej Zulawski : Alexandre Dumas fils
- 1990 : Lorenzaccio de Georges Lavaudant
- 1991 : Un Bout de Challenger d'Aleksandr Surin : Letev
- 1992 : L'Instinct de l'ange de Richard Dembo : l'ami violoniste
- 1993 : Juste avant l'orage de Bruno Herbulot : Romain
- 1996 : Un Air si pur d'Yves Angelo : Anton Moss
- 1997 : Disparus de Gilles Bourdos : Jacques Mornard
- 2001 : Bosnia Airlines de Dominique Wittorski : Ilié

## Distinctions

### Récompense
- Molières 1990 : Molière de la révélation théâtrale masculine pour Lorenzaccio

### Décorations
- 1993  Chevalier de l'ordre des Arts et des Lettres
- 1999  Chevalier de l'ordre national du Mérite